# Blethisa oregonensis
Blethisa oregonensis är en skalbaggsart som beskrevs av Leconte 1853. Blethisa oregonensis ingår i släktet Blethisa och familjen jordlöpare. Inga underarter finns listade i Catalogue of Life.